# Eiga Doraemon Nobita to Midori no Kyojinden
Eiga Doraemon Nobita to Midori no Kyojinden ([映画 ドラえもん のび太と緑の巨人伝] Erro: {{japonês}}: o texto tem marcação itálica (ajuda)) ou Doraemon e o Reino de Kibo (título em Portugal)  é um filme japonês de anime de 2008. O filme foi lançado dia 8 de março de 2008 nos cinemas japoneses, em Portugal o filme estreou pelo Cartoon Network em 1 de março de 2015 sob distribuição da LUK Internacional. É o vigésimo oitavo primeiro filme baseado na franquia Doraemon criada por Fujiko Fujio.
A história foi baseada no volume 26 "Forest is living" e no volume 33 "Goodbye Ki-bō" do mangá. Este filme não é uma refilmagem, mas Ki-bō já apareceu no filme, Doraemon: O Filme - E o Mistério das Nuvens de 1992. O nome Ki-bō vem da palavra japonesa "Ki" (木) que significa árvore, e "Bō" (坊) significa garoto. A palavra Ki-bō vem da palavra "Kibō" (希望), que significa esperança. O frase do filme é "僕らの希望が未来を動かす" (Nossa esperança move o futuro), onde o nome Ki-bō foi referido. As dobragens de Roku-chan e Moya-kun foram feitas por crianças anónimas escolhidas.

## Enredo
Nobita fica preocupado com o que fazer por ter tirado zero no teste, mais uma vez. E uma rajada de vento espalha seus testes e ele cai em um depósito de lixo tentando recuperá-los. Lá ele encontra uma jovem árvore que murchou e chamou um de seus papéis e ele decide levá-la para casa. Ele tenta planta-lá em seu jardim, mas é pego de surpresa por sua mãe, que não o deixa fazer isso, para ele amadurecer.
Mesmo ainda querendo protegê-lo, Doraemon dá uma ideia para mantê-lo vivo com uma invenção que ele irá usar. Nobita dá a pequena árvore o nome de "Kibō" porque tudo que ele diz, ele responde "ki". À medida que os dias passam, os pais de Nobita também aceitam Kibō, porque ele era um menino muito inteligente, que ajudou a mãe de Nobita sempre que ela estava afastada. No entanto, os alienígenas do Planeta Verde decidem julgarem os actos dos seres humanos, alegando que eles estavam destruindo todo o verde da Terra. Nobita e seus amigos conseguem escapar por coincidência e chegam ao seu planeta. Eles são muito bem recebidos na cidade de Green Pier mas também aprendem sobre o que eles estão fazendo para seu planeta.
Infelizmente, com todos os seus aparelhos emprestados para Dorami, Doraemon pouco poderia fazer. Eles conseguem escapar e se deparam com a Princesa Rire que os engana, achando que ela estava levando-os para casa, mas ao longo do caminho, descobre que o seu conselheiro estava os enganando. Eventualmente, com a ajuda do mais velho do planeta alienígena eles conseguem regressar à Terra, que já foi invadida. Felizmente o tempo tinha congelado sido congelado toda a vida na Terra dando-lhes uma chance de salvar a todos. Os alienígenas tentam convocar o seu gigante usando Kibō para acabar com todos os seres humanos, apesar de avisos de Elder, o plano dá errado.
Mas, com a persistência de Nobita, ele acorda Kibō e tudo é restaurado com o próprio sacrifício de Elder. A Princesa Rire anuncia para o seu povo que eles vão assistir a Terra, por enquanto, e Kibō decide viajar em torno do espaço para aprender mais e tornar-se sábio como a pessoa idosa. Nobita e seus amigos dizem adeus ao Kibō e vão embora para casa. A mãe de Nobita disse a ele e Doraemon para irem jantar, mas eles olham o sapato de Kibo ao lado do sapato de Nobita.

## Elenco

### Versão japonesa
- Wasabi Mizuta - Doraemon
- Megumi Ohara - Nobita Nobi
- Tomokazu Seki - Suneo Honekawa
- Yumi Kakazu - Shizuka Minamoto
- Subaru Kimura - Takeshi Goda
- Chiaki - Dorami
- Maki Horikita - Princesa Rire
- Takuya Yoshikoshi - Ki-bō
- Maki Horikita - Rainha Remu
- Chikao Ōtsuka - Shiraa
- Yuji Miyake - Jii
- Teppei Arita - Paruna
- Yoko Tsuchiya - Roku-chan
- Jinbei Watanabe - Moya-kun
- Kotono Mitsuishi - Mãe de Nobita
- Yasunori Matsumoto - Pai de Nobita

## Música
- Tema de abertura: "Yume o Kanaete Doraemon" (夢をかなえてドラえもん), cantada por Mauro Gurlino.
- Tema de encerramento: "Te o Tsunagō" (手をつなごう), cantado por Ayaka Iida.

## Nomeações
Em 2009, o filme foi nomeado para Animação do Ano.

## Distribuição
O filme foi exibido pela primeira vez nos cinemas japoneses dia 8 de março de 2008. 
Este filme chegou em Portugal pelo Cartoon Network em 1 de março de 2015, distribuído pela LUK Internacional com dobragem portuguesa.